# ジョージ (架空の生物)
ジョージ（George）は、アメリカ合衆国で発売されているコミック版『エンジェル』に登場する架空の生物。

## 特徴
魚類のベタ。空中を泳ぎ、テレパシーの能力を持っている。

## 経歴
アメリカに拠点を置く法律事務所ウルフラム&ハートの殺し屋クフの側近。コミック『After the Fall』の第1章でクフが暗殺されたあと、犯人であるチャールズ・ガンの部下になるが、ガンがかつての上司エンジェルと対決したことをきっかけにエンジェル側に寝返る。
現在はエンジェル探偵事務所のマスコット的存在。

## 関連する人物
クフ
ウルフラム&ハートの殺し屋。別名ウェストウッド卿。
チャールズ・ガン
バンパイア。
エンジェル
ウルフラム&ハートのCEO。